# Heinrich Kühn
Heinrich Kühn né le 25 février 1866 à Dresde et mort le 14 septembre 1944 à Birgitz est un photographe autrichien.
Il est rattaché au mouvement pictoraliste.

## Biographie
Né à Dresde en 1866, Heinrich Kühn hérite dès son jeune âge d’une grande fortune. Il décide alors d’arrêter ses études de médecine entreprises à Innsbruck pour se consacrer définitivement à sa passion, la photographie. Il avait donc déjà derrière lui une grande pratique de la photographie microscopique.
Il s’inscrit au Camera Club de Vienne et, vers 1895, il y rencontre Hugo Henneberg et Hans Watzek, avec qui il fonde le Trifolium. Tous deux sont déjà des partisans passionnés du mouvement en faveur de la reconnaissance artistique de la photographie. Ce mouvement de portée internationale les mettra en contact avec deux associations d’avant-garde, le Linked Ring à Londres et le Photo-club de Paris.
À Vienne, les membres du Trifolium participent à la Sécession viennoise et y exposent leurs photographies dont les très grands formats cherchent à se mesurer avec la peinture.
Créer des photographies dont la valeur artistique rivalise avec la peinture, telle est en effet la grande ambition d'Heinrich Kühn. « L'appareil mécanique n'a pas d'autre importance pour le photographe que par exemple le pinceau pour le peintre », avait-il l'habitude de dire. D'où une œuvre particulièrement travaillée sur le plan pictural, comme Dans la baie de saint-Marc. Le jeu sur les couleurs et les effets de flous révèlent l'influence des grands peintres comme Claude Monet et Auguste Renoir sur son travail.

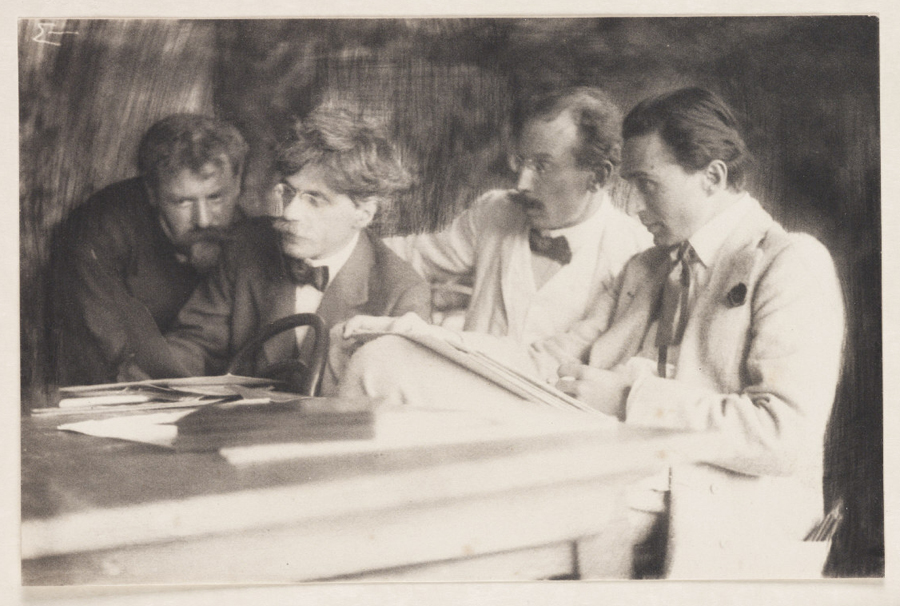
Frank Eugene, Frank Eugene, Alfred Stieglitz, Heinrich Kühn et Edward Steichen regardent une photographie d´Eugene, photographie, 1907, Bradford, National Media Museum.

Contemporain des photographes d'avant-garde Alfred Stieglitz et Edward Steichen, il expérimente avec enthousiasme les nouvelles techniques d’impression photographique, particulièrement la gomme bichromatée, la platinotypie, la phototypie, le tirage et report à l'huile ou encore l'autochrome, procédé photographique en couleur inventé par les frères Lumière.

## Expositions
- 1978 : Galerie La Remise du Parc, Paris[3].
- 9 juin - 19 septembre 2010 : Heinrich Kühn. Die vollkommene Fotografie, Albertina, Vienne, Autriche[4]

puis 6 octobre 2010 - 24 janvier 2011 : Heinrich Kühn, la photographie parfaite, Musée de l'Orangerie, Paris,,,.
- 27 avril - 27 août 2012 : Heinrich Kühn and his American circle : Alfred Stieglitz and Edward Steichen, Neue Galerie, New York[8].
- 31 mai - 26 novembre 2014 : Das bedrohte Paradies. Heinrich Kühn fotografiert in Farbe, Landesmuseum Schloss Tirol, Meran[9],[10].
- 6 mai 2016 -28 août 2016 : Heinrich Kühns Kasten. Oder die Liebe eines Fotografen zum Material, Musée Folkwang, Essen[11].

Œuvres de Heinrich Kühn
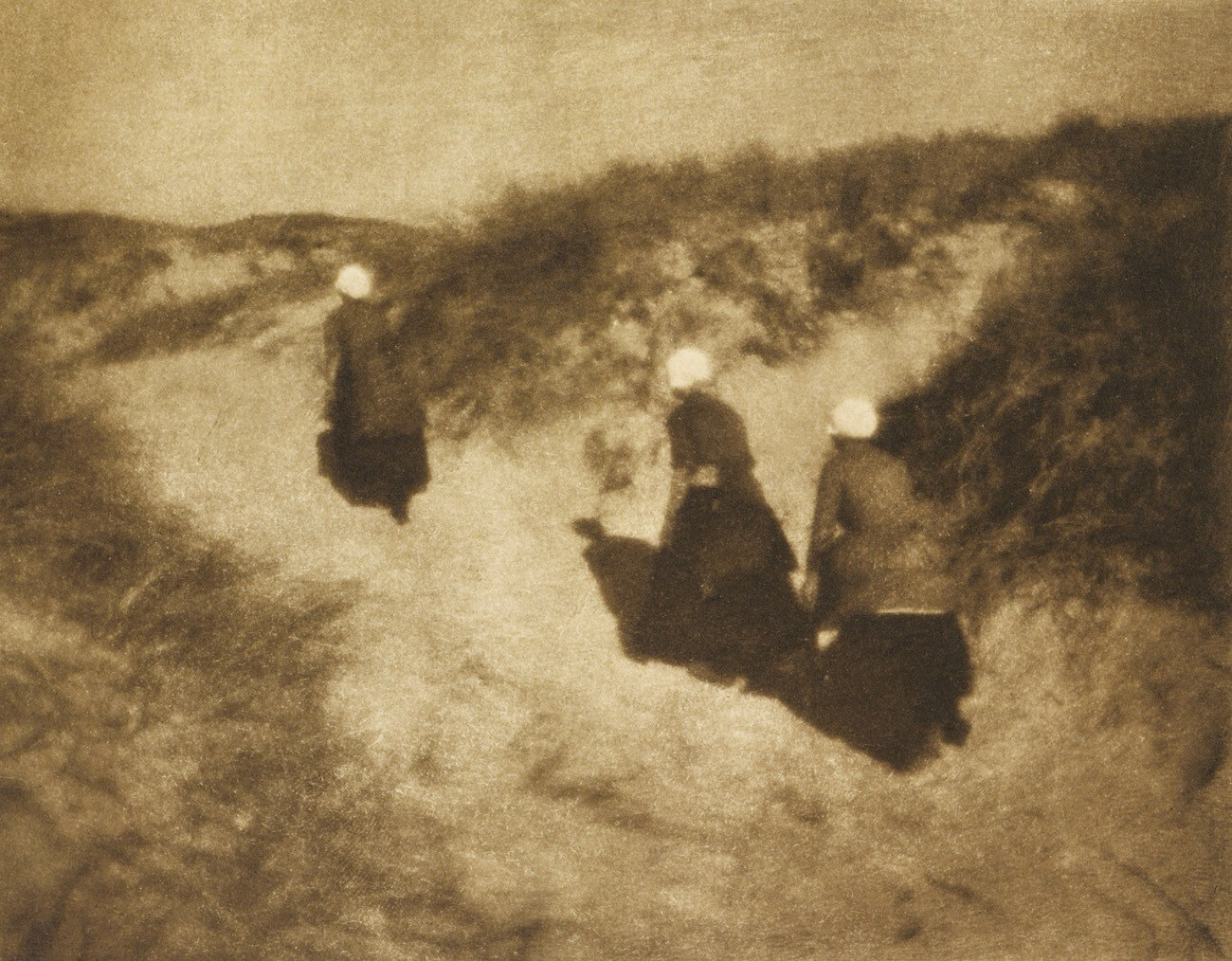
Dans la dune (vers 1900), photogravure
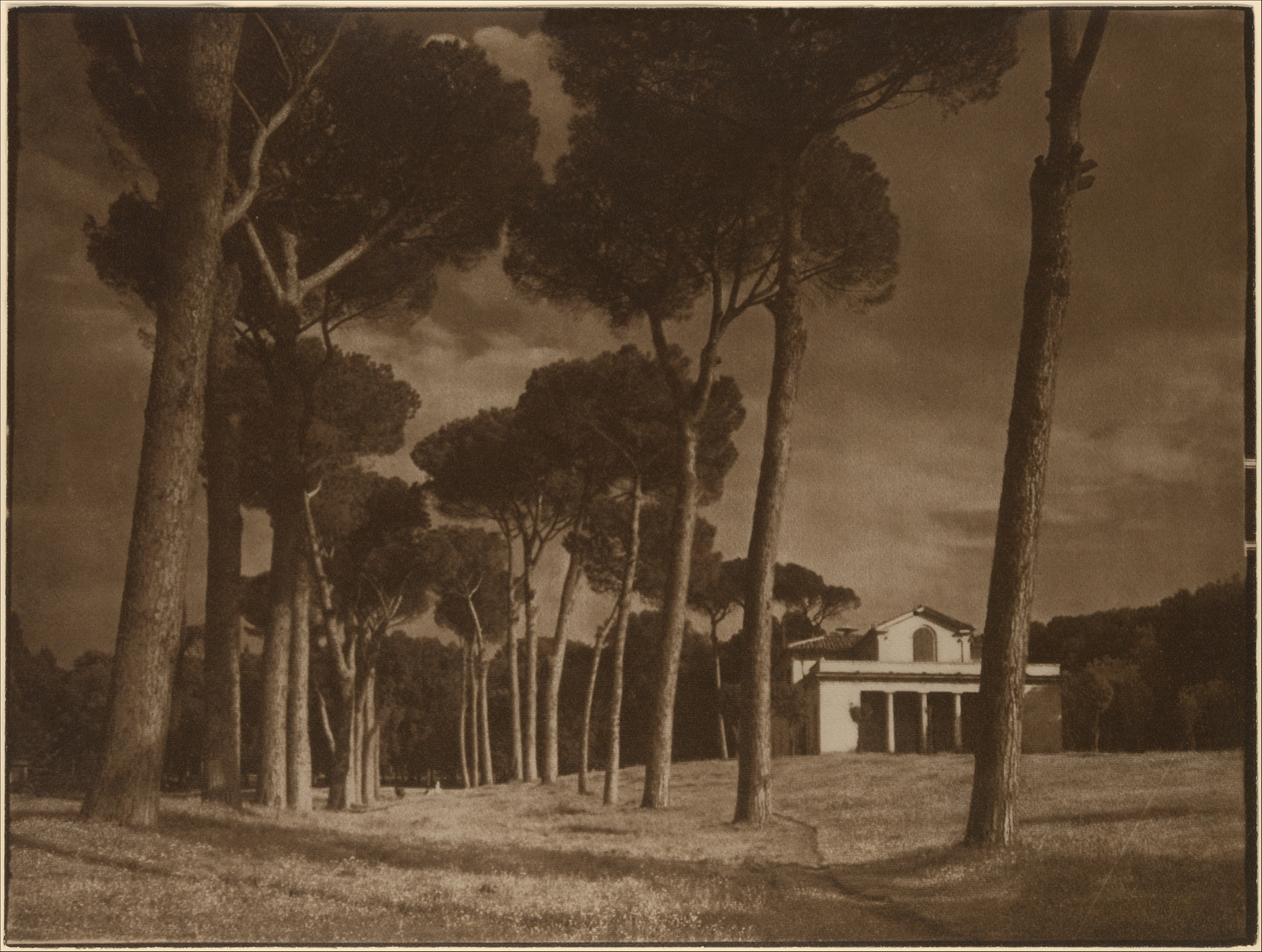
Villa romaine (entre 1898 et 1900), gomme bichromatée, New York, Metropolitan Museum of Art.
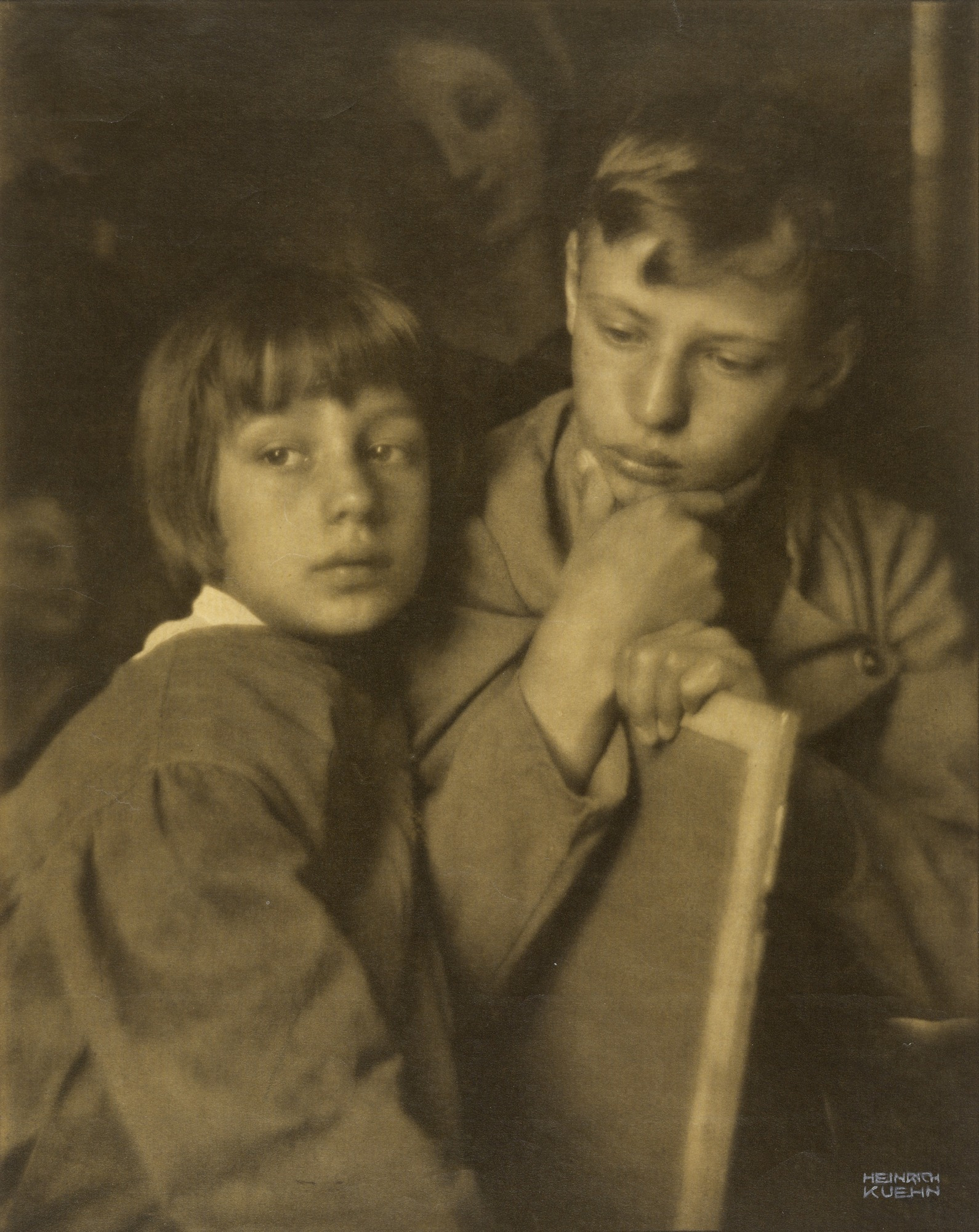
Walter et Hans Kühn (1906), New York, Museum of Modern Art.
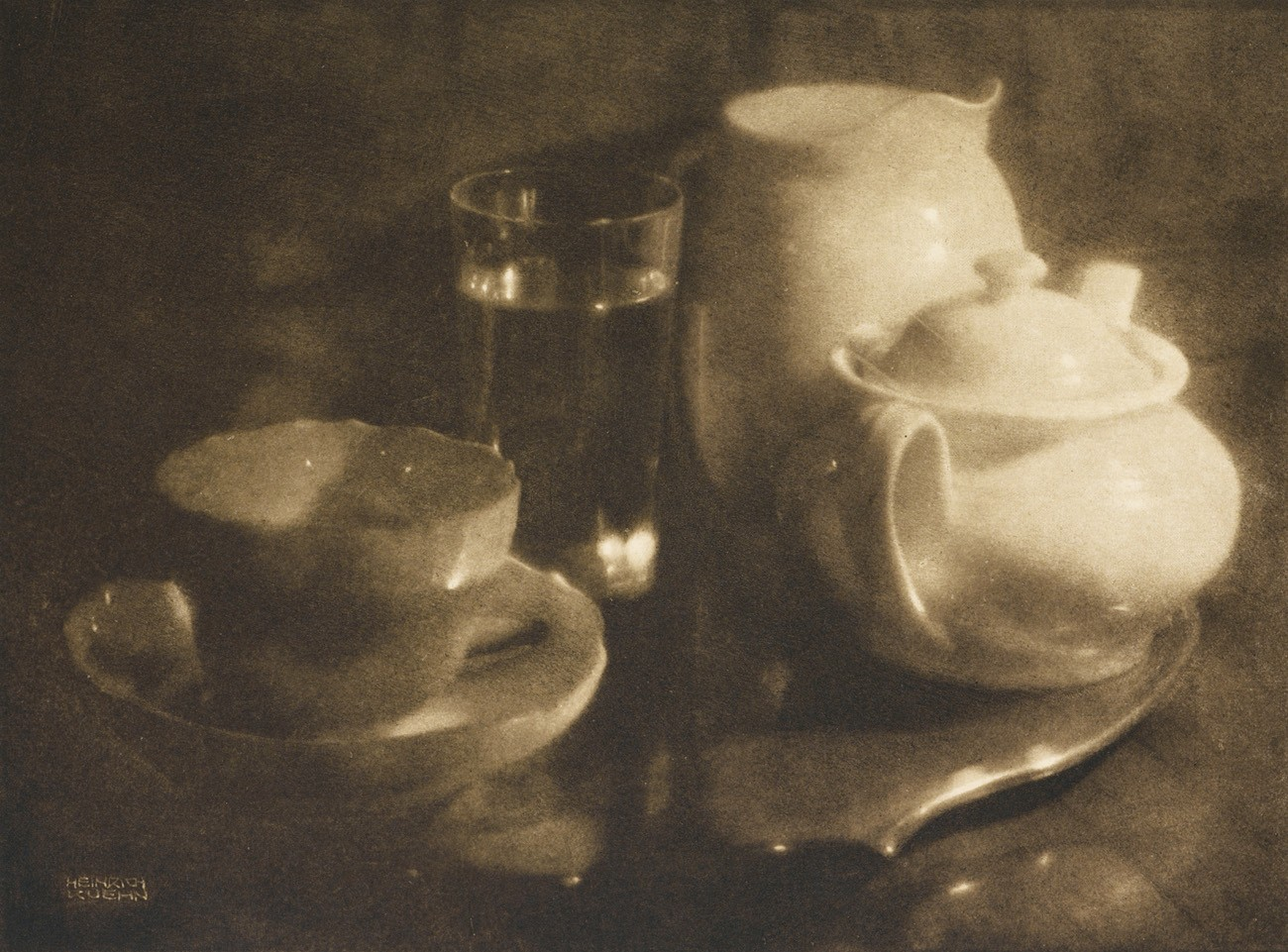
Heinrich Kühn, Nature morte au thé, 3e version (1908), photogravure.